# NGC 2387
NGC 2387 is een spiraalvormig sterrenstelsel in het sterrenbeeld Voerman. Het hemelobject werd op 10 maart 1790 ontdekt door de Duits-Britse astronoom William Herschel.

## Synoniemen
- ZWG 177.23
- PGC 21105